# Бояринова (лісова сторожка)
Бояринова — колишнє поселення (лісова сторожка) у Солотвинській волості Житомирського повіту Волинської губернії та Солотвинській сільській раді Коднянського і Бердичівського районів Житомирської та Бердичівської округ.

## Населення
Відповідно до перепису населення СРСР 17 грудня 1926 року, чисельність населення становила 2 особи, з них 1 чоловік та 1 жінка; етнічний склад: українців — 2. Кількість домогосподарств — 1, з них, неселянського типу — 1.

## Історія
Час заснування — невідомий. До 1917 входила до складу Солотвинської волості Житомирського повіту Волинської губернії, до червня 1925 року — до складу Коднянського району Житомирської округи Волинської губернії.
На 17 грудня 1926 року — поселення в складі Солотвинської сільської ради Бердичівського району Бердичівської округи. Відстань від населеного пункту до центру сільської ради, с. Солотвин, становила 2 версти, до районного центру, м. Бердичів — 18 верст, до окружного центру в Бердичеві — 17 верст, до найближчої залізничної станції (Рея) — 5 верст.
Станом на 1 жовтня 1941 року не значиться в обліку населених пунктів.